# Glycera manorae
Glycera manorae är en ringmaskart som beskrevs av Fauvel 1932. Glycera manorae ingår i släktet Glycera och familjen Glyceridae. Inga underarter finns listade i Catalogue of Life.